# L'Échange (Claudel)
Pour les articles homonymes, voir L'Échange.
L'Échange est une pièce de théâtre en trois actes de Paul Claudel.
Une première version date de 1894, une seconde de 1951. 
La pièce est créée en 1914 au Théâtre du Vieux-Colombier dans une mise en scène de Jacques Copeau, sans grand succès.
Georges Pitoëff la joue à Genève en 1917, et au Théâtre des Mathurins en 1939 avec des décors de Léon Gaudeaux. La mise en scène est reprise en 1940 par Ludmilla Pitoëff pour des représentations à l'étranger (les Allemands n'autorisant la représentation de la pièce en France qu'à condition de supprimer le décor américain, ce que Claudel refusa).
En 1946, Ludmilla Pitoëff reprend la pièce à la Comédie des Champs-Élysées et l'année suivante à Bruxelles.
En 1950, Hubert Gignoux monte la pièce au Centre dramatique de l'Ouest.
En 1951, Claudel entreprend de modifier considérablement sa pièce. Cette seconde version est créée au Théâtre Marigny par la Compagnie Renaud-Barrault.
La première version est redonnée par Antoine Vitez au Théâtre national de Chaillot en 1986.

## Résumé
La pièce relate l'histoire d'une jeune femme, Marthe, qui a quitté son pays pour suivre aux États-Unis l'homme qu'elle aime, Louis. Elle est pure et jeune. Elle se découvre trompée par ce dernier avec la femme du propriétaire terrien qui l'a embauché. La déchirure et la perte des idéaux est alors insupportable pour la jeune Marthe...

## Première version

### Théâtre du Vieux-Colombier,1914
- Mise en scène : Jacques Copeau[1]

avec :
- Marie Kalff : Marthe
- Louise Marion : Lechy
- Jacques Copeau :  Thomas Pollock
- Charles Dullin : Louis Laine

### Théâtre des Mathurins,1939
Pour cette représentation, Claudel avait écrit dès 1937 un texte d'accompagnement, dans lequel il présente les caractères des différents personnages. Louis Laine, le jeune sauvage indiscipliné, serait le poète que chaque mâle porte en lui. Lechy Elbernon lui fait pendant en donnant l'image d'une liberté dérisoire et déréglée. Marthe, « c'est l'âme en ce qu'elle a de meilleur ». Quant à Thomas Pollock Nageoire, qui est au cœur de l'échange qui donne son nom à la pièce, il est « animé de cette honnête simplicité qui ne permet pas à un homme de douter de ce qui est bon et ce qui lui paraît bon, c'est l'argent ».

### Centre dramatique de l'Ouest,1950
- Mise en scène : Hubert Gignoux
- Scénographie et costumes : Serge Creuz

avec :
- Catherine Arley
- Jacques Duval
- Jean Gascon
- Marie Mergey

### Théâtre national de Chaillot,1986
- Mise en scène : Antoine Vitez
- Scénographie : Hervé Boutard, Yannis Kokkos
- Costumes : Yannis Kokkos
- Lumières : Patrice Trottier

avec :
- Claude Degliame : Lechy Elbernon
- Jean-Yves Dubois : Louis Laine
- Dominique Reymond : Marthe
- Andrzej Seweryn : Thomas Pollock Nageoire

### Théâtre Déjazet,2024[3]
- Mise en scène : Carmelo Agnello
- Décors : Romain Scrive, Arthur Lamon
- Costumes : Noël Dorado
- Lumières : Marc Delameziere, Thomas Lor
- Production : L’Illustre Paveur
- Assistante à la mise en scène :  Stella Moretti

Dédiée au souvenir d’Hélène et Claude Garache
avec :
- Pauline Cheviller : Marthe
- Sébastien Depommier : Louis Laine
- Gvantsa Lobjanidze : Lechy Elbernon
- François Marais : Thomas Pollock Nageoire

## Seconde version

### Théâtre Hébertot,1962
- Mise en scène : Guy Suarès
- Scénographie et costumes : José Quiroga

avec :
- Renée Barell : Lechy Elbernon
- Pascale de Boysson : Marthe
- Michel de Ré :  Thomas Pollock Nageoire
- Laurent Terzieff : Louis Laine

### Comédie-Canadienne,1969
- Mise en scène : Laurent Terzieff
- Scénographie : Germain Perron
- Collaborateurs: Théâtre du Quat'Sous et du Théâtre du Nouveau Monde

### Théâtre de la Ville,1976
- Mise en scène : Anne Delbée
- Scénographie et costumes : Jean-Pierre Regnault

avec :
- Geneviève Page : Lechy Elbernon
- Martine Chevallier : Marthe
- Jean-Claude Dreyfus :  Thomas Pollock Nageoire
- Jean-Claude Durand : Louis Laine

### Théâtre de Gennevilliers,1979
- Mise en scène : Alain Ollivier
- Scénographie et costumes : Benoist Demoriane

avec :
- Laurence Roy

### Nouveau théâtre de Nice,1982
- Mise en scène : Jean-Louis Thamin
- Scénographie : Jean Haas
- Costumes : Patrice Cauchetier

avec :
- Abdelatif Kechiche

### Centre Théâtral du Maine,1986
- Mise en scène : Didier-Georges Gabily
- Lumières : Bruno Goubert
- Musique : Isabelle Van Brabant

avec :
- Catherine Baugué
- Marc Bodnar
- Alexandra Scicluna
- Jean-François Sivadier

### Arsenal du Charroi (Bruxelles),1986
- Mise en scène : Frédéric Dussenne
- Scénographie : Jacques Steurs
- Costumes : Sami Tilouche

avec :
- Violette Léonard : Lechy Elbernon
- Olivier Callebaut : Louis Laine
- Véronica Mabardi : Marthe
- Frank Baal : Thomas Pollock Nageoire

### Nouveau théâtre d'Angers,1998
- Mise en scène : Bernard Lévy

avec :
- Catherine Pietri
- Marc Berman
- Marie Matheron : Marthe
- Pierre Louis-Calixte

### Théâtre des Amandiers,2001
- Mise en scène : Jean-Pierre Vincent
- Scénographie : Jean-Paul Chambas
- Costumes : Patrice Cauchetier
- Lumières : Alain Poisson

avec :
- Julie Brochen : Marthe
- Jérôme Huguet : Louis Laine
- Élizabeth Mazev : Lechy Elbernon
- Jean-Marie Winling : Thomas Pollock Nageoire

### Festival d'Avignon,2007
- Mise en scène : Julie Brochen
- Costumes : Sylvette Dequest
- Lumières : Olivier Oudiou

avec :
- Julie Brochen : Marthe
- Fred Cacheux : Thomas Pollock Nageoire
- Antoine Hamel : Louis Laine
- Cécile Péricone : Lechy Elbernon

### Aktéon (théâtre),2014
- Mise en scène : Ulysse Di Gregorio
- Scénographie et Lumières : Benjamin Gabrié

avec :
- Julie Danlébac : Lechy Elbernon
- Paul Enjalbert : Louis Laine
- Margaux Lecolier : Marthe
- Daniel Berlioux : Thomas Pollock Nageoire

### Théâtre de Poche-Montparnasse, 2023
- Mise en scène :  Didier Long
- Lumières : Denis Koransky
- Décor : Nicolas Sire
- Musique et sons : François Peyrony

avec :
- Pauline Belle : Marthe
- Mathilde Bisson : Lechy Elbernon
- François Deblock : Louis Laine
- Wallerand Denormandie : Thomas Pollock Nageoire

### Art
- Ludmilla Pitoëff dans "L'Échange" de Paul Claudel, huile sur panneau de Solange Bertrand conservée au Musée de la Cour d'Or de Metz[4].